# Formación Chucal
La formación Chucal es una formación geológica volcánico-sedimentaria en los Andes de la Región de Arica y Parinacota en el extremo norte de Chile. Los sedimentos de la formación depositados en algún momento durante la época del Mioceno (hace 23 a 5 millones de años) y representan ambientes fluviales y lacustres. Se superpone a la formación Lupica, en discordancia de erosión a ignimbritas riolíticas con intercalaciones sedimentarias detríticas.La formación Chucal presenta un espesor máximo de 600 m, haciéndose más delgada hacia el este, y se encuentra a unos 4 200 m s. n. m. actualmente.
La fauna fósil de la formación indica un rango de edad mamífero santacrucense-friasense. En la formación se han encontrado restos de toxodonte, incluyendo un húmero y tres piezas dentarias.Asimismo, en estratos de la formación Chucal se han citado abundantes restos de vegetales, incluyendo granos de polen.